# Boden (Großrückerswalde)
Boden ist ein Ortsteil der sächsischen Gemeinde Großrückerswalde im Erzgebirgskreis.

## Geografie

### Lage

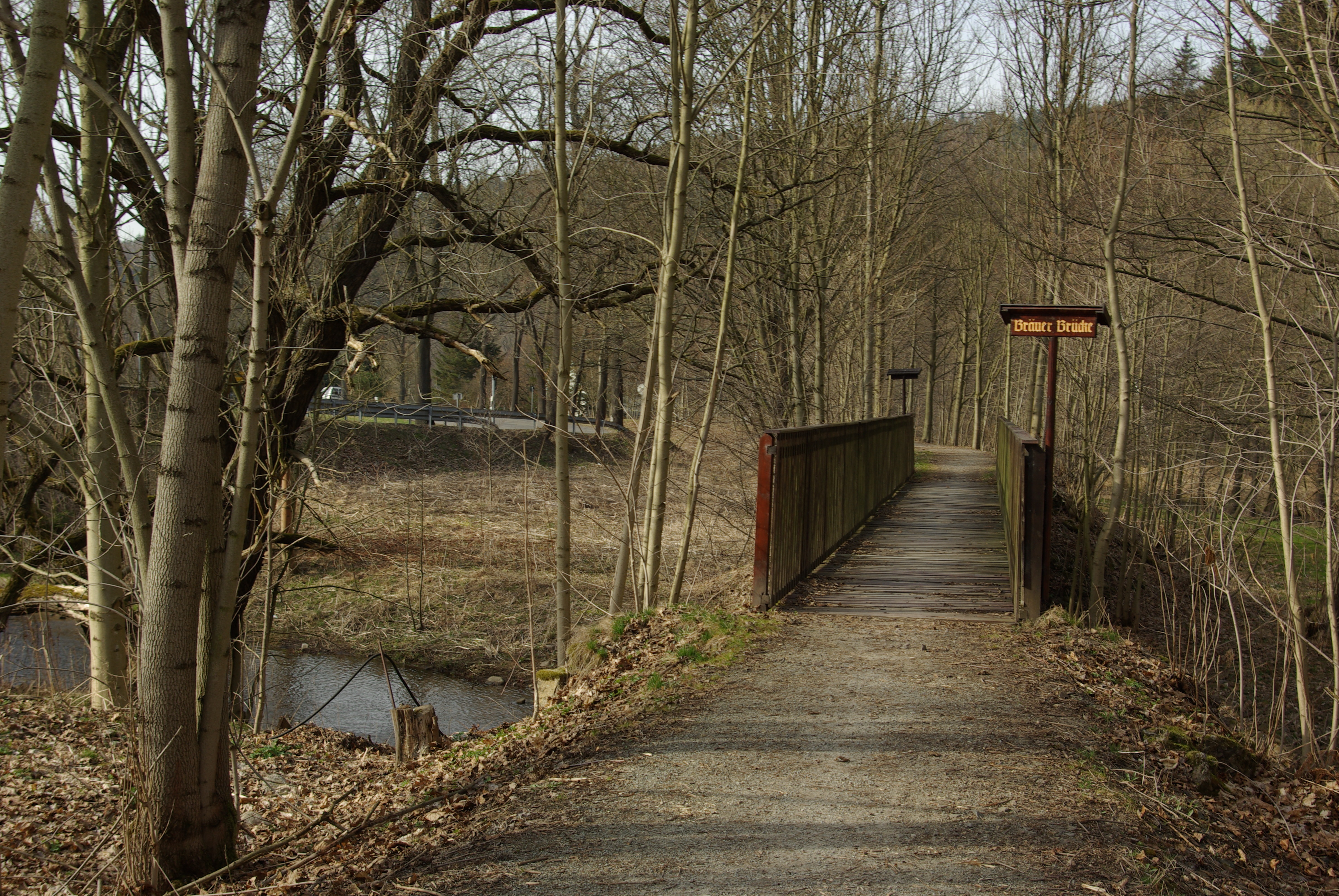
Preßnitzradweg

Der Ort liegt etwa 6,6 Kilometer südwestlich von Marienberg im Erzgebirge. Boden liegt an der Mündung des Großrückerswalder Dorfbaches in die Preßnitz. Am anderen Preßnitzufer befindet sich der Bodenberg. Die Siedlung Hirschleithe liegt zwischen Boden und Niederschmiedeberg an der Preßnitz.

### Nachbarorte
| Streckewalde |                                             | Großrückerswalde   |
|              | Kompassrose, die auf Nachbargemeinden zeigt |                    |
|              | Mauersberg                                  | Niederschmiedeberg |

## Geschichte

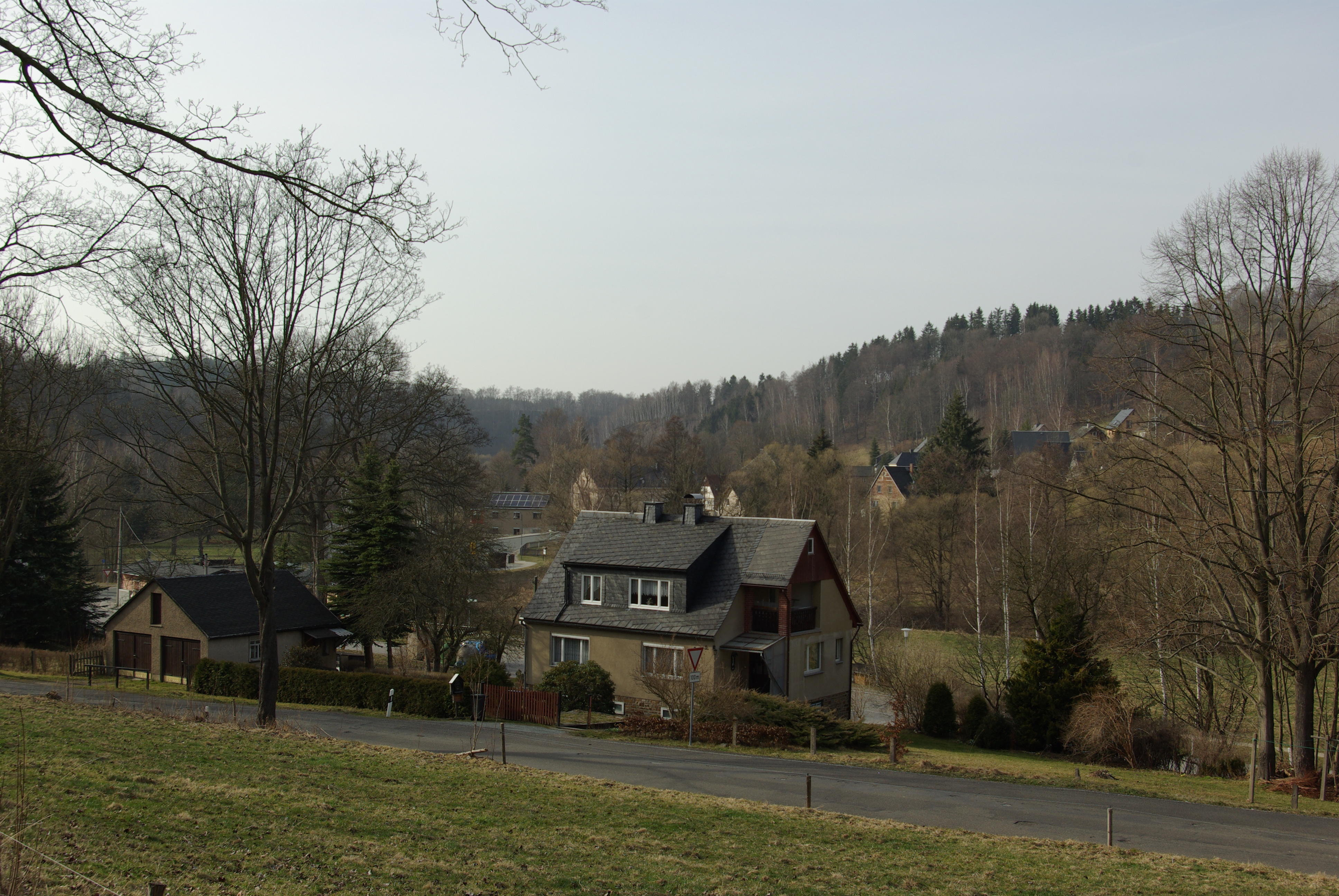
Boden

Boden wurde 1525 das erste Mal urkundlich erwähnt und gehörte damals zum Amt Wolkenstein. In den Jahren 1543/44 wurde durch den Rat der Stadt Marienberg der halbe Ort Boden gekauft. Zwischen 1590 und 1611 entstand eine Mühle in Hirschleithe. Eine steinerne Brücke über die Preßnitz wurde im Jahre 1821 errichtet. 1835 erfolgte der Zusammenschluss von Boden (Amtsseite), Boden (Ratsseite) und (Nieder-)Schindelbach (Ratsseite) zur Gemeinde Boden. Mit der Eröffnung der Preßnitztalbahn erhielt Boden einen Haltepunkt, der ab 1905 als Bahnhof „Boden bei Wolkenstein“ ausgewiesen wird.
Die Freiwillige Feuerwehr Boden wurde 1924 gegründet. Die Eingemeindung von Boden nach Großrückerswalde erfolgte am 1. Mai 1936. 1986 erfolgte die endgültige Stilllegung der Bahnstrecke. Auf der Trasse zwischen Niederschmiedeberg und Wolkenstein wurde 2001 der Preßnitztalradweg angelegt. Im ehemaligen Bahnhof in Boden befindet sich seit 1997 eine Raststätte.

## Religion
Boden gehört zur 
evangelisch-lutherischen Kirchgemeinde in Großrückerswalde.

## Verkehr

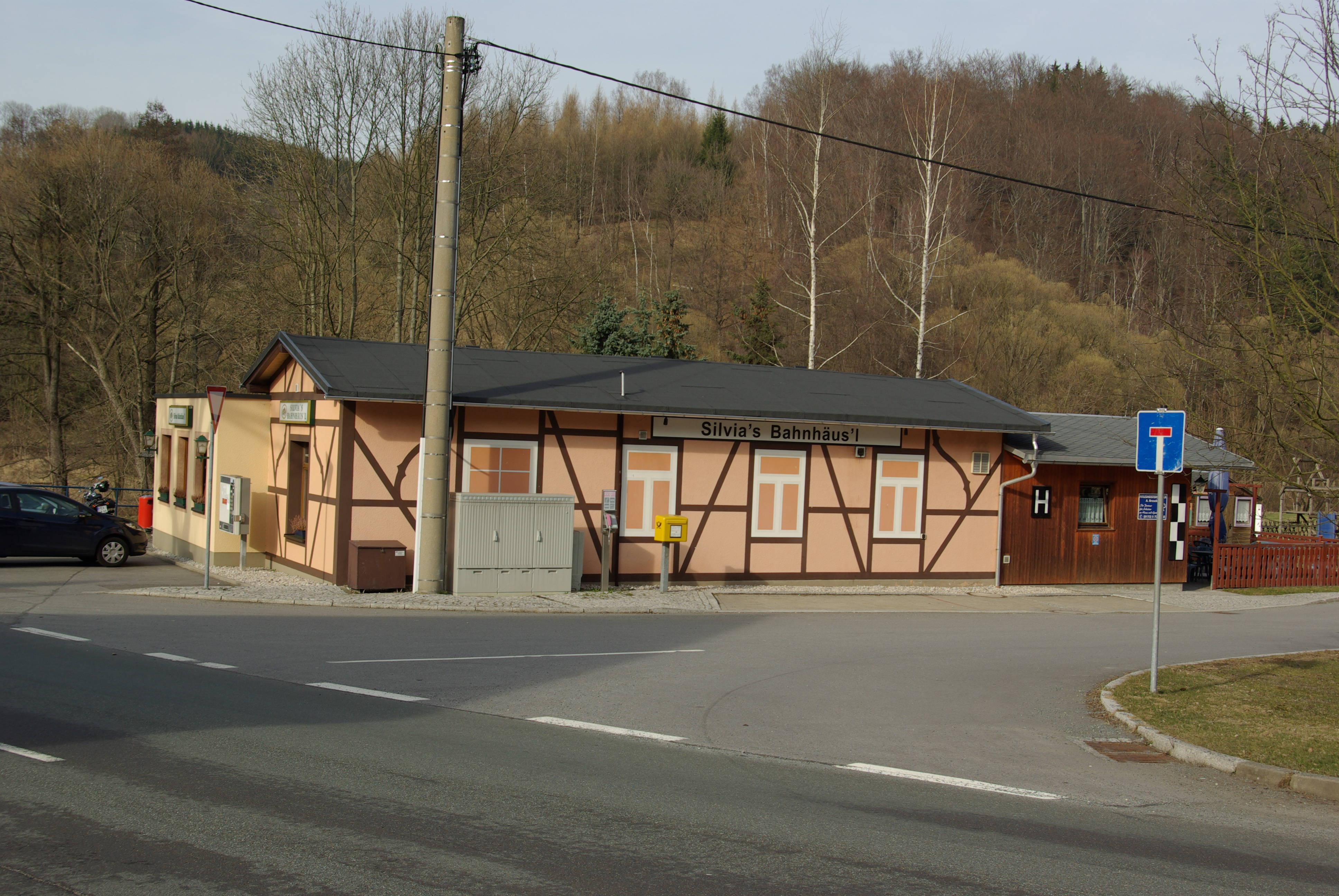
Ehem. Bahnhof in Boden

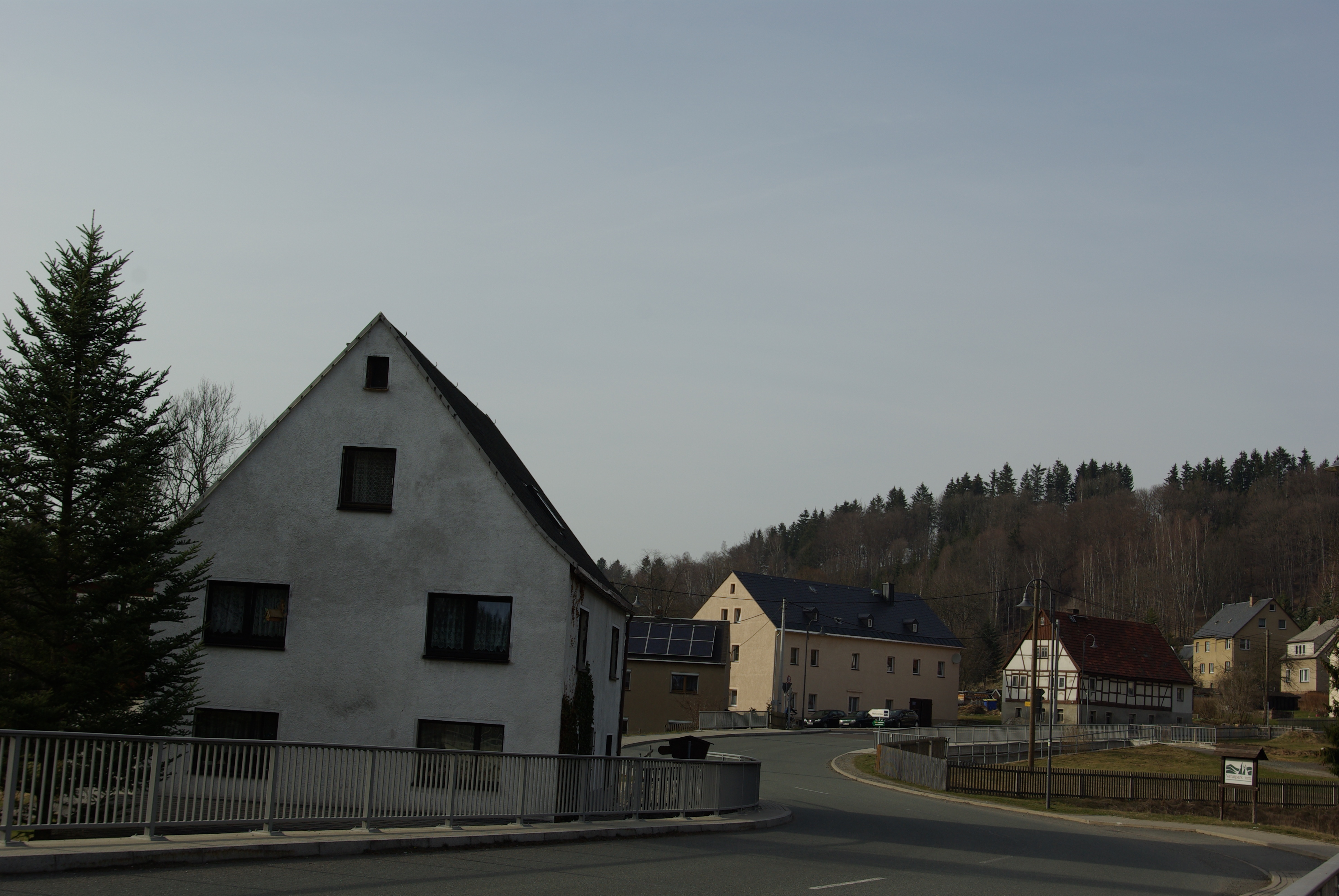
Kreuzung in Boden

Boden liegt im Preßnitztal an der Kreuzung der Staatsstraßen 220 von Wolkenstein nach Jöhstadt mit der Staatsstraße 218/221 von Annaberg-Buchholz nach Marienberg. Von 1892 bis 1986 hatte Boden einen Bahnhof an der Preßnitztalbahn, welcher 1937 den Namen „Großrückerswalde“ erhielt. Der Bahnhof wird seit 1997 als Gaststätte genutzt. 2001 wurde der Preßnitztalradweg auf der alten Eisenbahntrasse eröffnet.

## Wirtschaft
Im Ortsteil Hirschleithe befindet sich ein Pappen- und Kartonagenwerk.

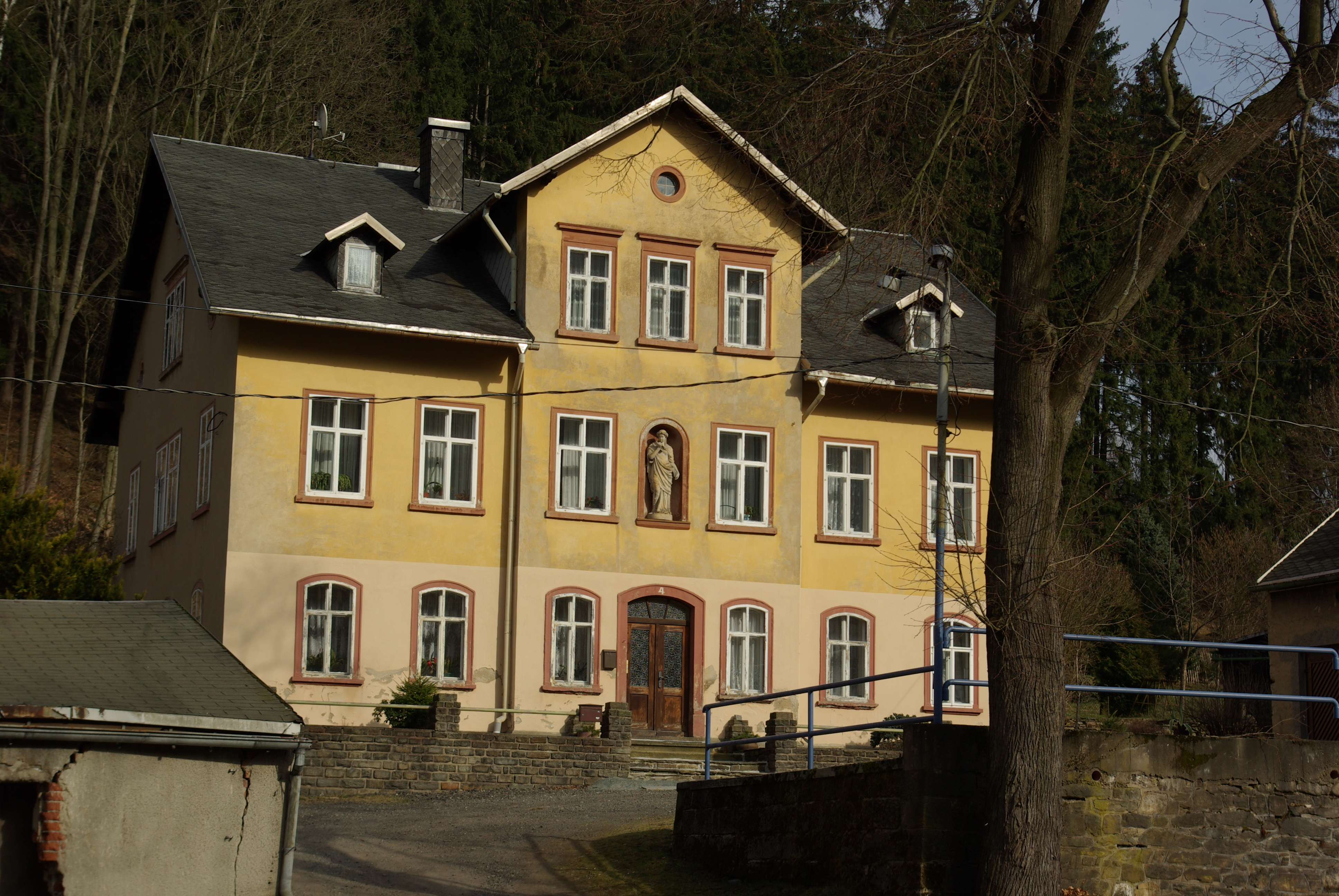
Hirschleithe